# Corbett and Courtney Before the Kinetograph
Corbett and Courtney before the Kinetograph je americký němý film z roku 1894. Producentem je William Kennedy Dickson (1860–1935). Film trvá asi minutu a zobrazuje boxerský zápas Jamese J. Corbetta (1866-1933) a Petera Courtneyho (1867-1896). Jedná se teprve o druhý snímek boxerského zápasu, první The Leonard-Cushing Fight byl natočen 14. června 1894.
Film se natočil 7. září 1894 ve studiu Černá Marie a od roku 1923 je volným dílem.

## Děj
James J. Corbett a Peter Courtney se utkali ve speciálně upraveném boxerském zápase, který umožňoval natáčení přes kinetoskop (též kinetograf). Zápas se skládal ze šesti minutových kol. James J. Corbett byl boxerským hrdinou té doby, zatímco Courtney byl pouhý smolař. (Courtney zemřel něco málo po roce od natáčení.)